# Landkreis Stockach
Der Landkreis Stockach war ein Landkreis in Baden-Württemberg, der im Zuge der Kreisreform am 1. Januar 1973 aufgelöst wurde.

## Geographie

### Lage
Der Landkreis Stockach lag im Süden Baden-Württembergs.
Geographisch hatte der Landkreis Stockach im Norden mit der Hegaualb und dem Südosten des Großen Heubergs Anteil an der Schwäbischen Alb. Das südliche Kreisgebiet gehörte zum Hegau und reichte bis an den Überlinger See des Bodensees. Die Kreisstadt Stockach lag im Süden des Kreisgebiets.

### Nachbarkreise
Seine Nachbarkreise waren 1972 im Uhrzeigersinn beginnend im Norden Balingen, Sigmaringen, Überlingen, Konstanz, Donaueschingen und Tuttlingen.

## Geschichte

### Bezirksamt Stockach
Das Gebiet des späteren Landkreises Stockach gehörte vor 1800 zu verschiedenen Herrschaften, darunter zuletzt zum Oberamt Nellenburg in Vorderösterreich. Das Gebiet fiel 1805 an das Königreich Württemberg und gelangte durch den Grenzvertrag zwischen Württemberg und Baden 1810 an das Großherzogtum Baden, das zunächst mehrere Ämter, darunter die Ämter bzw. Bezirksämter Pfullendorf, Überlingen, Herdwangen, Meßkirch, Stetten und Stockach bildete, die sich im Laufe der Geschichte mehrmals veränderten bzw. teilweise aufgelöst wurden. Sie gehörten zum Seekreis.  Ab 1864 gehörte das Amt Stockach, nun explizit Bezirksamt genannt, zum Kreis Konstanz im Landeskommissärbezirk Konstanz.
Am 1. April 1883 wechselte die Gemeinde Aach vom Bezirksamt Stockach zum Bezirksamt Engen sowie die Gemeinde Mahlspüren im Tal vom Bezirksamt Überlingen zum Bezirksamt Stockach. Am 1. Oktober 1936 wurde das Bezirksamt Stockach um sämtliche Gemeinden des aufgelösten Bezirksamts Meßkirch sowie die Gemeinden Aach, Eckartsbrunn und Honstetten des aufgelösten Bezirksamts Engen vergrößert.

### Landkreis Stockach
Seit dem 1. Januar 1939 hieß das Bezirksamt Stockach Landkreis Stockach.
Nach der Bildung des Landes Baden-Württemberg 1952 gehörte der Landkreis Stockach zum Regierungsbezirk Südbaden. Durch die Gemeindereform ab 1970 veränderte sich das Kreisgebiet in zwei Fällen. Am 1. September 1971 vereinigte sich die Gemeinde Heinstetten mit der Stadt Meßstetten, Landkreis Balingen, und verließ somit den Landkreis Stockach. Am 1. April 1972 wurde die Gemeinde Beuren an der Aach mit der Stadt Singen (Hohentwiel), Landkreis Konstanz, vereinigt und verließ damit ebenfalls den Landkreis Stockach.
Mit Wirkung vom 1. Januar 1973 wurde der Landkreis Stockach im Zuge der baden-württembergischen Kreisreform aufgelöst. Seine Gemeinden wurden im Wesentlichen auf die Landkreise Konstanz und Sigmaringen verteilt; der Landkreis Konstanz wurde Rechtsnachfolger des Landkreises Stockach. Vier Gemeinden kamen zum Landkreis Tuttlingen und zwei zum Zollernalbkreis. Die Gemeinden des ehemaligen Landkreises Stockach gehören seitdem zu den Regierungsbezirken Freiburg und Tübingen.

### Einwohnerentwicklung
Bezirksamt
| Jahr | Einwohner | Quelle |
| ---- | --------- | ------ |
| 1814 | 12.889    | [ 7 ]  |
| 1834 | 17.173    | [ 8 ]  |
| 1852 | 19.703    | [ 9 ]  |
| 1871 | 19.818    | [ 10 ] |
| 1890 | 18.715    | [ 11 ] |
| 1910 | 19.246    | [ 12 ] |
| 1925 | 19.526    | [ 13 ] |
| 1933 | 19.664    | [ 13 ] |

Landkreis
| Jahr               | Einwohner | Ausländer/anteil |
| ------------------ | --------- | ---------------- |
| 17. Mai 1939       | 36.216    |                  |
| 13. September 1950 | 40.793    |                  |
| 6. Juni 1961       | 47.219    |                  |
| 31. Dezember 1963  | 49.450    | 1.434 / 2,9 %    |
| 27. Mai 1970       | 52.432    |                  |

Alle Einwohnerzahlen – außer 1963 – sind Volkszählungsergebnisse.

## Politik

### Landrat
Die Oberamtmänner bzw. Landräte des Bezirksamts bzw. Landkreises Stockach 1806–1972:
- 1806–1808: Gianluca Carmona Fidel Burkard
- 1809–1810: Immanuel Israel Hartmann
- 1810–1811: Johann Baptist Sebastian Freiherr von Sonnenthal
- 1811–1819: Karl Müller
- 1819–1826: Martin Mors
- 1826–1842: Vinzenz Eckstein
- 1842–1848: Joseph Rieder
- 1848–1850: Marquard Georg Metzger
- 1850–1852: Otto Leopold
- 1852–1860: Markus Klein
- 1860–1876: Berthold Hatz
- 1876–1882: Theodor Clauss
- 1882–1886: Alexander Pfisterer
- 1886–1888: Albert Gautier
- 1888–1893: Julius Becker
- 1893–1898: Gustav Altfelix
- 1899–1902: Gustav Arnold
- 1903–1906: Hermann Korn
- 1906–1908: August Maier
- 1908–1919: Friedrich Pfaff
- 1919–1921: Adalbert Stehle
- 1921–1922: Helmut Müller
- 1922–1931: Alfred Hagenunger
- 1931–1935: Max Dittler
- 1935–1936: Gustav Schultheiß
- 1936–1937: Rudolf Goldschmidt
- 1938–1945: Wilhelm Hefft
- 1945:–1945 Felix Becker (als Vertreter)
- 1945–1947: Wilhelm Liebherr
- 1947:–1947 Friedrich Leiser (kommissarisch)
- 1948–1954: Karl Wilhelm Kraut
- 1955–1972: Viktor Huber von Gleichenstein

### Wappen
Das Wappen des Landkreises Stockach zeigte in von Gold und Blau gespaltenem Schild vorne drei übereinander liegende blaue Hirschstangen, hinten einen rot bezungten goldenen Löwen, der in seinen Pranken eine silberne Hellebarde an rotem Stiel hält. Das Wappen wurde vom Innenministerium Baden-Württemberg am 24. Oktober 1963 verliehen.
Die Hirschstangen waren Wappensymbole der Herren von Nellenburg, deren Sitz in Stockach war. Die Blasonierung wurde dem Wappen der Grafen von Veringen entlehnt. Der Löwe entstammt dem Wappen der Herren von Zimmern, welche die Herrschaft über das Gebiet um Meßkirch innehatten.

## Wirtschaft und Infrastruktur

### Verkehr
Durch das Kreisgebiet führte keine Bundesautobahn (die A 81 existierte damals noch nicht). Daher wurde der Kreis nur durch die Bundesstraßen 31, 14, 313 und mehrere Kreisstraßen erschlossen.

## Gemeinden
Zum Landkreis Stockach gehörten ab 1936/1939 zunächst 59 Gemeinden, davon 3 Städte.
Am 7. März 1968 stellte der Landtag von Baden-Württemberg die Weichen für eine Gemeindereform. Mit dem Gesetz zur Stärkung der Verwaltungskraft kleinerer Gemeinden war es möglich, dass sich kleinere Gemeinden freiwillig zu größeren Gemeinden vereinigen konnten. Den Anfang im Landkreis Stockach machten am 1. Juli 1972 die Gemeinden Hindelwangen und Wiechs, die sich mit der Stadt Stockach bzw. mit der Gemeinde Steißlingen vereinigten. In der Folgezeit reduzierte sich die Zahl der Gemeinden stetig, bis der Landkreis Stockach schließlich am 1. Januar 1973 aufgelöst wurde.
Die größte Gemeinde des Landkreises war die Kreisstadt Stockach. Die kleinste Gemeinde war Schwackenreute.
In der Tabelle stehen die Gemeinden des Landkreises Stockach vor der Gemeindereform. Die Einwohnerangaben beziehen sich auf die Volkszählungsergebnisse in den Jahren 1961 und 1970.
| frühere Gemeinde         | heutige Gemeinde        | heutiger Landkreis | Einwohner am 6. Juni 1961 | Einwohner am 27. Mai 1970 |
| ------------------------ | ----------------------- | ------------------ | ------------------------- | ------------------------- |
| Aach, Stadt              | Aach                    | Konstanz           | 1274                      | 1427                      |
| Altheim                  | Leibertingen            | Sigmaringen        | 236                       | 222                       |
| Beuren an der Aach       | Singen (Hohentwiel)     | Konstanz           | 519                       | 640                       |
| Bietingen                | Sauldorf                | Sigmaringen        | 267                       | 261                       |
| Bodman                   | Bodman-Ludwigshafen     | Konstanz           | 1118                      | 1181                      |
| Boll                     | Sauldorf                | Sigmaringen        | 415                       | 423                       |
| Buchheim                 | Buchheim                | Tuttlingen         | 608                       | 613                       |
| Eigeltingen              | Eigeltingen             | Konstanz           | 1105                      | 1367                      |
| Engelswies               | Inzigkofen              | Sigmaringen        | 461                       | 516                       |
| Espasingen               | Stockach                | Konstanz           | 534                       | 529                       |
| Gallmannsweil            | Mühlingen               | Konstanz           | 215                       | 224                       |
| Glashütte (Baden)        | Stetten am kalten Markt | Sigmaringen        | 359                       | 393                       |
| Göggingen                | Krauchenwies            | Sigmaringen        | 746                       | 749                       |
| Gutenstein               | Sigmaringen             | Sigmaringen        | 521                       | 503                       |
| Hartheim                 | Meßstetten              | Zollernalbkreis    | 518                       | 564                       |
| Hausen im Tal            | Beuron                  | Sigmaringen        | 520                       | 560                       |
| Heinstetten              | Meßstetten              | Zollernalbkreis    | 636                       | 704                       |
| Heudorf bei Meßkirch     | Meßkirch                | Sigmaringen        | 319                       | 335                       |
| Heudorf im Hegau         | Eigeltingen             | Konstanz           | 478                       | 453                       |
| Hindelwangen             | Stockach                | Konstanz           | 543                       | 621                       |
| Honstetten               | Eigeltingen             | Konstanz           | 512                       | 452                       |
| Hoppetenzell             | Stockach                | Konstanz           | 510                       | 496                       |
| Kreenheinstetten         | Leibertingen            | Sigmaringen        | 531                       | 558                       |
| Krumbach                 | Sauldorf                | Sigmaringen        | 328                       | 365                       |
| Langenhart               | Meßkirch                | Sigmaringen        | 219                       | 247                       |
| Leibertingen             | Leibertingen            | Sigmaringen        | 604                       | 628                       |
| Liptingen                | Emmingen-Liptingen      | Tuttlingen         | 1005                      | 1073                      |
| Ludwigshafen am Bodensee | Bodman-Ludwigshafen     | Konstanz           | 1565                      | 1900                      |
| Mahlspüren im Hegau      | Stockach                | Konstanz           | 331                       | 323                       |
| Mahlspüren im Tal        | Stockach                | Konstanz           | 400                       | 443                       |
| Mainwangen               | Mühlingen               | Konstanz           | 222                       | 192                       |
| Menningen                | Meßkirch                | Sigmaringen        | 389                       | 444                       |
| Meßkirch, Stadt          | Meßkirch                | Sigmaringen        | 3770                      | 4514                      |
| Mühlingen                | Mühlingen               | Konstanz           | 622                       | 657                       |
| Münchhöf                 | Eigeltingen             | Konstanz           | 270                       | 253                       |
| Nenzingen                | Orsingen-Nenzingen      | Konstanz           | 988                       | 1140                      |
| Orsingen                 | Orsingen-Nenzingen      | Konstanz           | 674                       | 829                       |
| Raithaslach              | Stockach                | Konstanz           | 313                       | 299                       |
| Rast                     | Sauldorf                | Sigmaringen        | 358                       | 327                       |
| Reute im Hegau           | Eigeltingen             | Konstanz           | 207                       | 180                       |
| Rohrdorf                 | Meßkirch                | Sigmaringen        | 729                       | 768                       |
| Rorgenwies               | Eigeltingen             | Konstanz           | 219                       | 237                       |
| Sauldorf                 | Sauldorf                | Sigmaringen        | 634                       | 618                       |
| Schwackenreute           | Mühlingen               | Konstanz           | 125                       | 122                       |
| Schwandorf               | Neuhausen ob Eck        | Tuttlingen         | 728                       | 801                       |
| Schwenningen             | Schwenningen            | Sigmaringen        | 1132                      | 1502                      |
| Sentenhart               | Wald                    | Sigmaringen        | 759                       | 280                       |
| Stahringen               | Radolfzell am Bodensee  | Konstanz           | 677                       | 745                       |
| Steißlingen              | Steißlingen             | Konstanz           | 1979                      | 2682                      |
| Stetten am kalten Markt  | Stetten am kalten Markt | Sigmaringen        | 3329                      | 4067                      |
| Stockach, Stadt          | Stockach                | Konstanz           | 5953                      | 6364                      |
| Volkertshausen           | Volkertshausen          | Konstanz           | 1435                      | 1737                      |
| Wahlwies                 | Stockach                | Konstanz           | 1116                      | 1218                      |
| Wasser                   | Sauldorf                | Sigmaringen        | 435                       | 456                       |
| Wiechs                   | Steißlingen             | Konstanz           | 160                       | 169                       |
| Winterspüren             | Stockach                | Konstanz           | 529                       | 532                       |
| Worndorf                 | Neuhausen ob Eck        | Tuttlingen         | 489                       | 560                       |
| Zizenhausen              | Stockach                | Konstanz           | 1356                      | 1322                      |
| Zoznegg                  | Mühlingen               | Konstanz           | 680                       | 647                       |

## Kfz-Kennzeichen
Am 1. Juli 1956 wurde dem Landkreis bei der Einführung der bis heute gültigen Kfz-Kennzeichen das Unterscheidungszeichen STO zugewiesen. Es wurde bis zum 31. Dezember 1972 ausgegeben.
Seit dem 1. März 2021 wird das Unterscheidungszeichen STO im Landkreis Sigmaringen im Rahmen der Kennzeichenliberalisierung wieder ausgegeben. Im Landkreis Konstanz ist es seit dem 1. April 2021 ebenfalls wieder erhältlich.